# Хищные птицы: Потрясающая история Харли Квинн (саундтрек)
| Оценки критиков | Оценки критиков |
| Источник        | Оценка          |
| --------------- | --------------- |
| AllMusic        | [ 2 ]           |
| Clash           | [ 3 ]           |

Хищные птицы: Альбом (англ. Birds of Prey: The Album) и Хищные птицы: Потрясающая история Харли Квинн — Оригинальная музыка к фильму (англ. Birds of Prey (and the Fantabulous Emancipation of One Harley Quinn) — Original Motion Picture Score) — являются альбомом-саундтреком и музыкой к фильму «Хищные птицы: Потрясающая история Харли Квинн». Atlantic Records выпустили альбом Birds of Prey: The Album 7 февраля 2020 года. WaterTower Music выпустили альбом Birds of Prey (and the Fantabulous Emancipation of One Harley Quinn) — Original Motion Picture Score 14 февраля 2020 года. К дню релиза альбома Atlantic выпустила пять синглов. Альбом дебютировал под номером 23 на Billboard 200 в США, под номером девять в Австралии и в топ-40 в Канаде, Новой Зеландии и Швейцарии. Он выиграл американскую музыкальную премию 2020 года за лучший саундтрек.

## Birds of Prey: The Album

### Происхождение
Описанный как «новая игра конфетного цвета с рейтингом R в расширенной вселенной DC», «Хищные птицы», этот фильм стал данью традициям классического супергеройского кино, как видно из саундтрека к фильму «Отряд самоубийц» 2016 года. Режиссёр фильма Кэти Янь заявила, что музыка — это очень важное понятие в кино, и что она «мотивирует [ее]». Она продолжала говорить, что «это как бы помогает мне создавать персонажей». Ян и продюсерская группа работали в тесном сотрудничестве с Atlantic Records, чтобы собрать «своего рода музыкальную девичью банду», как она говорит, и создать полностью женский саундтрек для этого мира, в котором движутся женщины.
Кевин Уивер, президент Atlantic Records West Coast, продолжил, что он «искал женскую, задиристую чувствительность, чтобы напрямую связать с персонажами Харли Квинн и Хищных птиц», и он «хотел отразить путешествие Харли с музыкальной чувствительностью, которая говорила о тех же самых темах и сквозных линиях».

### Музыка и тексты песен
Жанры альбома были описаны штатным писателем Crimson Энни Харриган как хип-хоп, поп, альтернативный рок и рэп. Такие песни, как «Boss Bitch», «So Thick» и «Diamonds», содержат вдохновляющие тексты и воплощают такие темы, как «самодостаточность, трудолюбие и уверенность». В «Experiment on Me» есть «тяжелая гитара, ровный бит и вокал в стиле скримо», в то время как «Danger» — «один из наиболее хардкорных треков» с «сильными битами, эхо и скримо вокалом, а также сильным хип-хопом и рок-влиянием».
В альбом также вошли каверы на песни «It’s a Man’s Man’s Man’s World» Джеймса Брауна, «I’m Gonna Love You Just a Little More Baby» Барри Уайта и «Hit Me with Your Best Shot» Пэта Бенатара.

### Синглы
Первый сингл альбома «Diamonds» Megan Thee Stallion и Нормани был выпущен 10 января 2020 года вместе с видеоклипом, вдохновленным Харли Квинн. Второй сингл «Joke’s On You» Шарлотты Лоуренс был выпущен 17 января. Третий сингл «Boss Bitch» Doja Cat был выпущен 24 января вместе с видеоклипом. Четвёртым синглом стал «Sway with Me» Saweetie и Галксары с видеоклипом, в котором Элла Джей Баско воспроизводит её роль Кассандры Кейн из фильма, и был выпущен 31 января. Пятый сингл «Experiment On Me» Холзи, был выпущен 7 февраля 2020 года одновременно с выпуском альбома. Сольная версия «Sway with Me» от GALXARA была выпущена как отдельный сингл 1 мая 2020 года.

### Коммерческая деятельность
Альбом дебютировал под номером 23 в чарте Billboard 200 и стал пятым бестселлером недели. «Boss Bitch» Doja Cat был единственным синглом с альбома, который попал в чарт Billboard Hot 100 под номером 100. «Diamonds» Megan Thee Stallion и Нормани достиг 16 места в Bubbling Under Hot 100, но не попал в мейнстрим-чарты.

### Критический ответ
Саундтрек был встречен положительными отзывами.
Variety оценили его как «одно невероятное падение иглы за невероятным падением иглы, взорвавшееся энергией, свободой и иногда хаотичными звуками, отраженными в [фильме]».
Crimson похвалил использование только артистов-женщин, отметив, что они «демонстрируют широкий спектр музыкальных жанров и стилей» и «несмотря на резкие различия между артистами», песни «идеально вписываются в следующие с точки зрения стиля, жанра, и лирического содержания».
AllMusic написал: «В то время как альбом крутится вокруг жанров с головокружительной скоростью, всё прекрасно сочетается друг с другом», высоко оценивая «смесь энергии, угрозы и опасности от команды крутых женщин».
Clash похвалил саундтрек, назвав его «невероятным звуковым дополнением к [фильму], оба из которых показывают миру мощь женского состава, взорвавшуюся творческой ловкостью».

## Список композиций
| №                   | Название                                     | Исполнитель                       | Длительность |
| ------------------- | -------------------------------------------- | --------------------------------- | ------------ |
| 1.                  | «Boss Bitch»                                 | Doja Cat                          | 2:14         |
| 2.                  | «So Thick»                                   | Whipped Cream featuring Baby Goth | 2:11         |
| 3.                  | «Diamonds»                                   | Megan Thee Stallion and Normani   | 3:19         |
| 4.                  | «Sway with Me»                               | Saweetie and Galxara              | 2:48         |
| 5.                  | «Joke’s on You»                              | Charlotte Lawrence                | 3:04         |
| 6.                  | «Smile»                                      | Maisie Peters                     | 2:38         |
| 7.                  | «Lonely Gun»                                 | Cyn                               | 2:38         |
| 8.                  | «Experiment on Me»                           | Halsey                            | 3:35         |
| 9.                  | «Danger»                                     | Jucee Froot                       | 2:27         |
| 10.                 | «Bad Memory»                                 | K.Flay                            | 2:55         |
| 11.                 | «Feeling Good»                               | Sofi Tukker                       | 3:03         |
| 12.                 | «Invisible Chains»                           | Lauren Jauregui                   | 3:20         |
| 13.                 | «It’s a Man’s Man’s Man’s World»             | Jurnee Smollett-Bell              | 2:56         |
| 14.                 | «I’m Gonna Love You Just a Little More Baby» | Summer Walker                     | 2:53         |
| 15.                 | «Hit Me with Your Best Shot»                 | Adona                             | 2:51         |
| Общая длительность: | Общая длительность:                          | Общая длительность:               | 42:52        |

## Чарты
| Чарты (2020)                    | Высшая позиция |
| ------------------------------- | -------------- |
| Австралия (ARIA)                | 9              |
| Австрия (Ö3 Austria)            | 55             |
| Бельгия/Фландрия (Ultratop)     | 113            |
| Бельгия/Валлония (Ultratop)     | 113            |
| Канада (Canadian Albums Chart)  | 26             |
| Франция (SNEP)                  | 149            |
| Германия (Offizielle Top 100)   | 81             |
| Новая Зеландия (RMNZ)           | 27             |
| Швейцария (Schweizer Hitparade) | 29             |
| США (Billboard 200)             | 23             |

## Birds of Prey: And the Fantabulous Emancipation of One Harley Quinn (Original Motion Picture Score)

### Трек лист
| №                   | Название                                           | Длительность |
| ------------------- | -------------------------------------------------- | ------------ |
| 1.                  | «Flying High (Birds of Prey)»                      | 1:53         |
| 2.                  | «The Fantabulous Emancipation Explosion»           | 1:32         |
| 3.                  | «Harley Quinn (Danger Danger)»                     | 3:06         |
| 4.                  | «Birds of Prey»                                    | 2:16         |
| 5.                  | «Harley Gogo Agogo»                                | 1:56         |
| 6.                  | «The Black Mask Club»                              | 1:54         |
| 7.                  | «Stolen Diamond»                                   | 1:55         |
| 8.                  | «Bad Ass Broad (Whistle MF)»                       | 3:07         |
| 9.                  | «Lonely in Gotham»                                 | 0:50         |
| 10.                 | «Black Canary Echo»                                | 1:08         |
| 11.                 | «The Bertinelli Massacre (The Huntress Story)»     | 2:29         |
| 12.                 | «Bump It!»                                         | 2:19         |
| 13.                 | «Roman Sionis»                                     | 2:42         |
| 14.                 | «Lockdown»                                         | 2:27         |
| 15.                 | «Bruce and the Beaver»                             | 1:26         |
| 16.                 | «Lotus Flower»                                     | 1:40         |
| 17.                 | «Femme Fatale»                                     | 0:19         |
| 18.                 | «Breakout!»                                        | 4:20         |
| 19.                 | «The Bertinelli Revenge»                           | 1:57         |
| 20.                 | «I Want To Kill You Because I Can»                 | 3:13         |
| 21.                 | «Zsasz Showdown»                                   | 2:30         |
| 22.                 | «Work Together»                                    | 2:05         |
| 23.                 | «Battle Commence»                                  | 2:33         |
| 24.                 | «Flight Together (Birds of Prey)»                  | 4:59         |
| 25.                 | «Founders Pier»                                    | 1:46         |
| 26.                 | «Roller Vs Rollers»                                | 3:27         |
| 27.                 | «The Fantabulous Emancipation of One Harley Quinn» | 2:03         |
| Общая длительность: | Общая длительность:                                | 61:52        |